# Kínai hattyúlúd

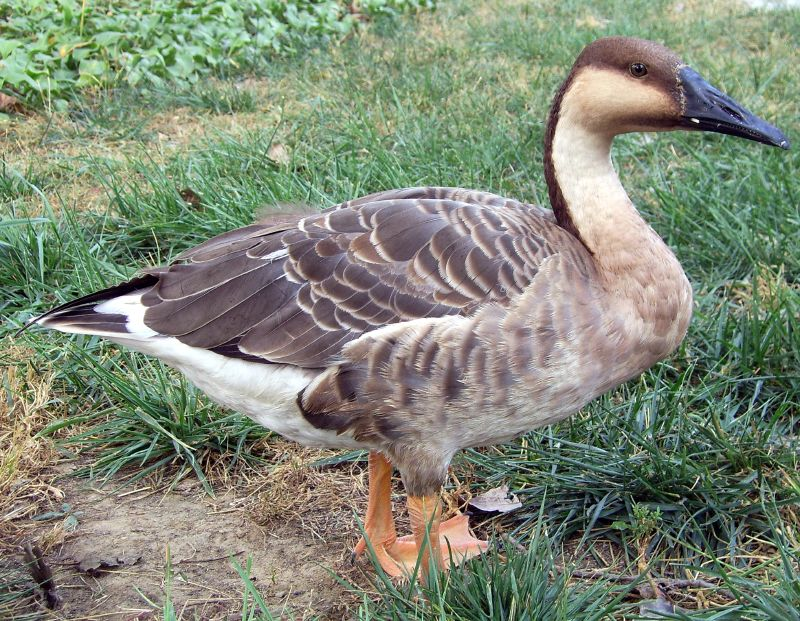
Vadon élő forma

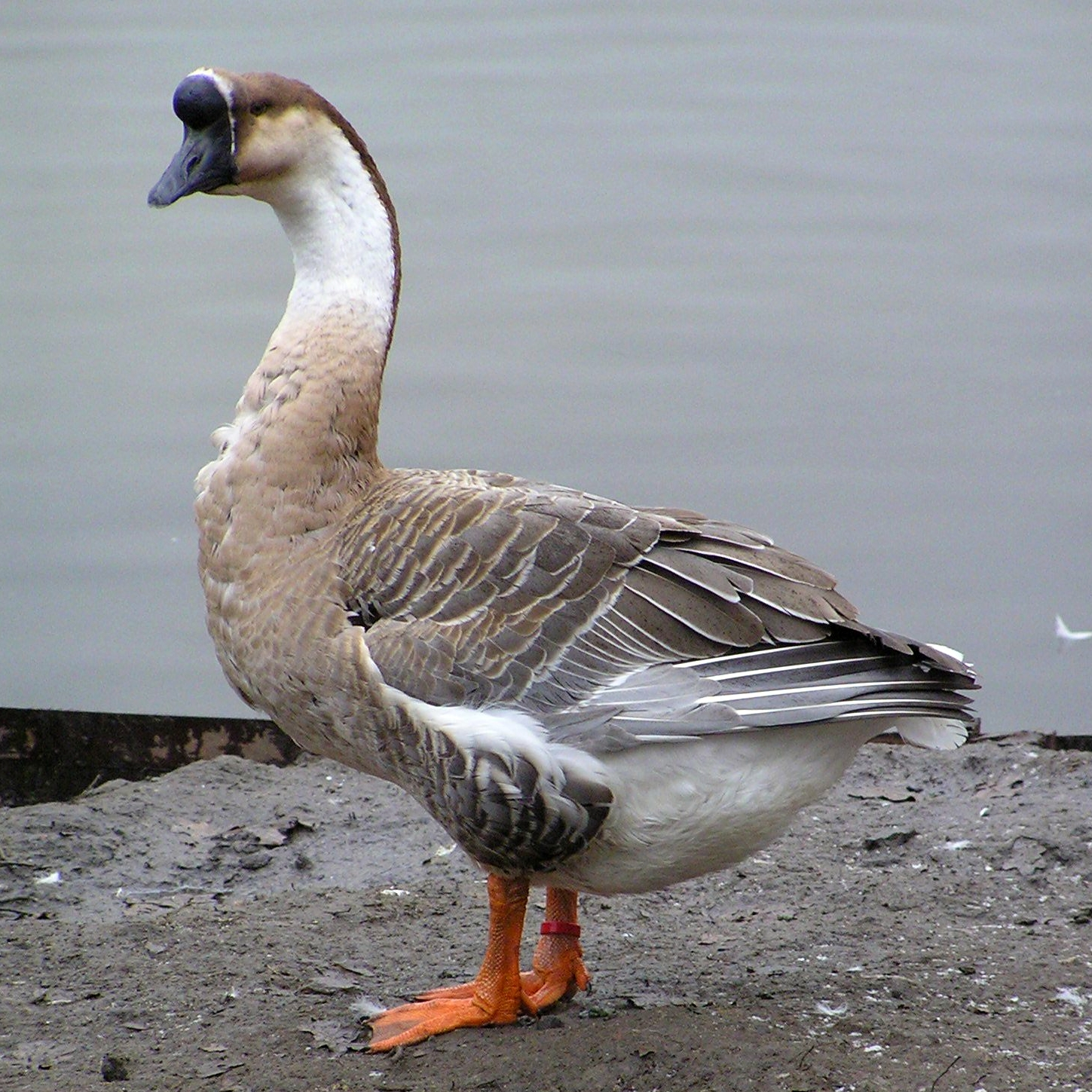
Vadszínű háziasított gúnár

A kínai hattyúlúd (Anser cygnoides) (régebbi rendszerekben  Cycnopsis cygnoides) a madarak osztályának a lúdalakúak (Anseriformes) rendjébe, ezen belül a récefélék (Anatidae) családjába tartozó faj.

## Elterjedése, élőhelye
Vadon élő egyedei Oroszországban, Mongóliában, Japánban és Kínában élnek. Kína déli részére, a Jangce völgye és Kanton közötti területre vonul az állomány telelni. Oroszországban csak izolált populációi maradtak fenn. A legtöbb egyed Mongólia nyugati részén és Közép-Kína  északi és keleti területein költ.
Háziasított fajtája is létezik. Háziasított alakja Európában is régóta ismert, de a vadon élő alakot csak későn, az 1920'-as években hozták először Európába. Ma is előfordul néhány helyen parkokban, de lényegesen ritkább, mint a többi díszmadárként tartott lúdfaj. Vadon csak egyetlen helyen, Németország déli részén, Heidelberg környékén él egy kis létszámú, nagyjából 180 egyedből álló állomány.
Több helyen élnek félvad egyedek Európában, de szinte mindenütt a háziasított hattyúlúddal alkotott hibrid egyedek.

## Megjelenése
Nagy testű lúdfaj, testhossza 81-94 centiméter (az Anser fajok közül ez a legnagyobb), tömege 2,8-3,5 kilogramm (a háziasított egyedek testesebbek, ezek elérhetik az 5 kilogrammot is). 
Testtömege 4000-5000 gramm. A tojó kisebb mint a hím. Zömök testű, rövid lábú, hosszú nyakú madár. A tollazata szürke, barna és fehér keveréke. Csőre szürkésfekete. A háziasított példányának a csőrén a bütykös hattyúhoz hasonló bütyök található, ez is jelzi, hogy ez a faj átmenet a ludak és a hattyúk között.
Hívóhangja messze hangzó, éles trombitálásszerű hang. Főleg repülés közben hallatja.

## Életmódja
Szinte kizárólag növényevő. Táplálékai fűfélék és mocsári, vízparti növények. A vizek iszapjában is kutat gyökerek és rizómák után.

## Szaporodása
Viszonylag későn, csak április végén térnek vissza a madark telelőterületeikről a szaporodási helyekre. Tavak partján, kisebb szigeteken költ, nemritkán kisebb kolóniában.
Mint minden lúdféle, ez a faj is monogám. tartós, akár egy életre szóló párkapcsolatban él párjával.
A fészekalja 5-10 krémszínű tojásból áll. (Összehasonlításul a háziasított tojó 40-50 tojást is tojhat egy évben.) Tojásait májusban rakja le. A tojó csak az utolsó tojás lerakása után kezd el költeni, így a kislibák egyszerre bújnak ki a tojásokból. Költési ideje 28-30 nap. A kikelő fiókákat mindkét szülő vezeti és gondosan óvják őket a ragadozóktól. A fiatal ludak mintegy 10 hetes korukra lesznek röpképesek és szeptemberben szüleikkel együtt vonulnak el telelőterületeikre.

## Természetvédelmi helyzete
Ázsiai hazájában erősen vadászott faj. Állományait az 1970-es években 10 000 egyed körüli volt, ma ennek töredékére esett vissza az állomány. A Természetvédelmi Világszövetség 2000-ben sorolta át a „sebezhető” kategóriából a „veszélyeztetett”-be. A populációk jobb feltérképezésének és a védelemnek köszönhetően 2008-ban újra „visszafokozták” a sérülékeny kategóriába a fajt.

## Képek

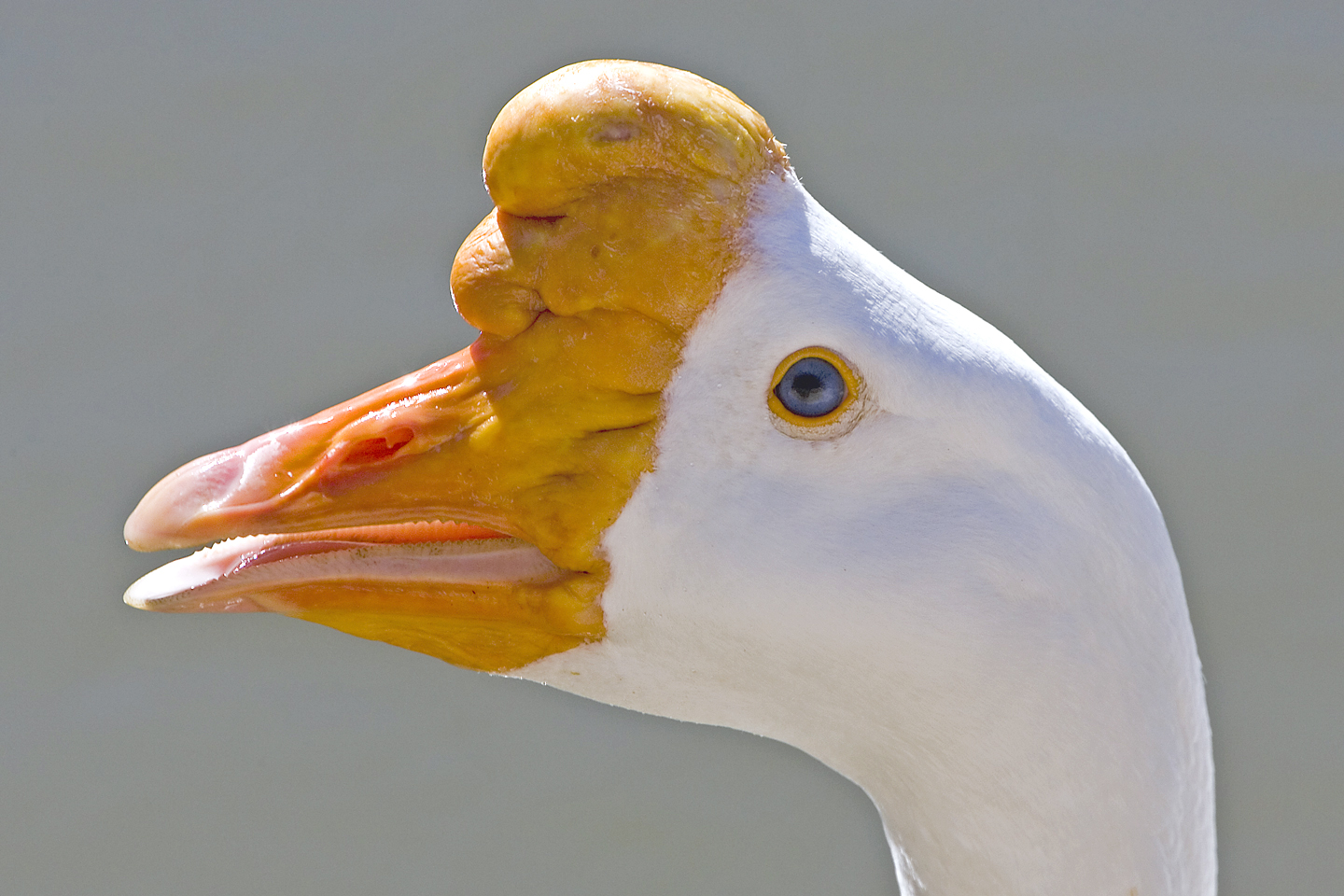
Fehér színű háziasított gúnár portré
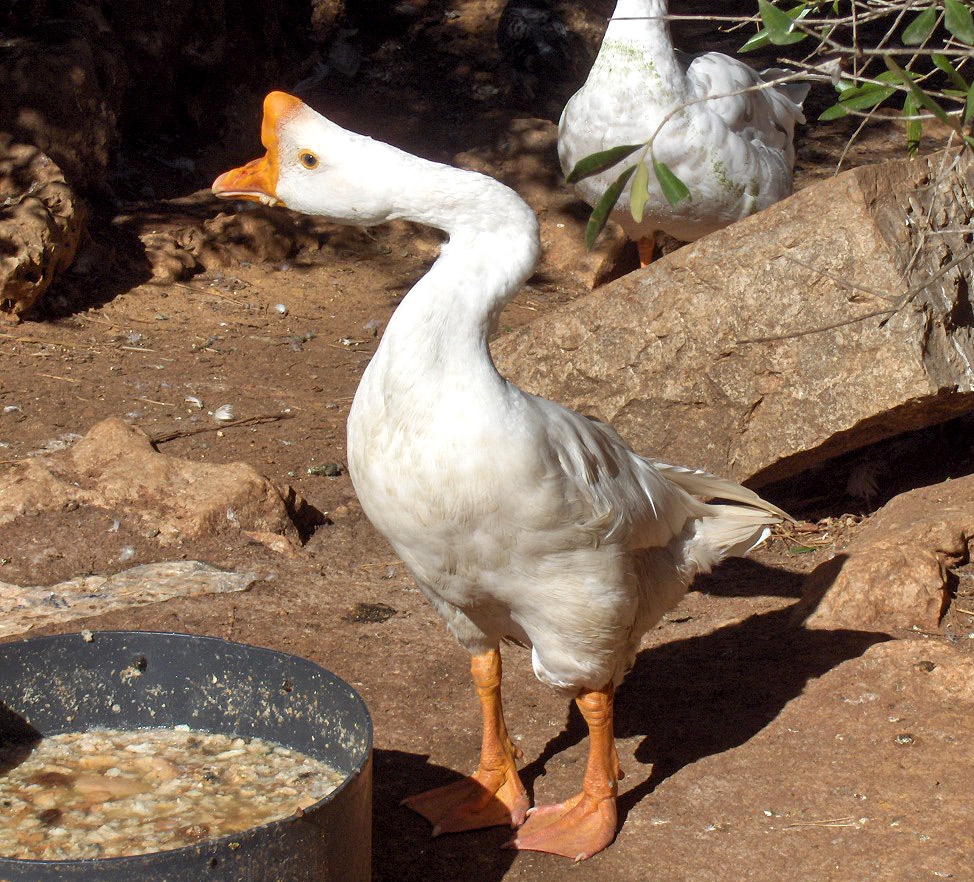
Fehér színű háziasított gúnár
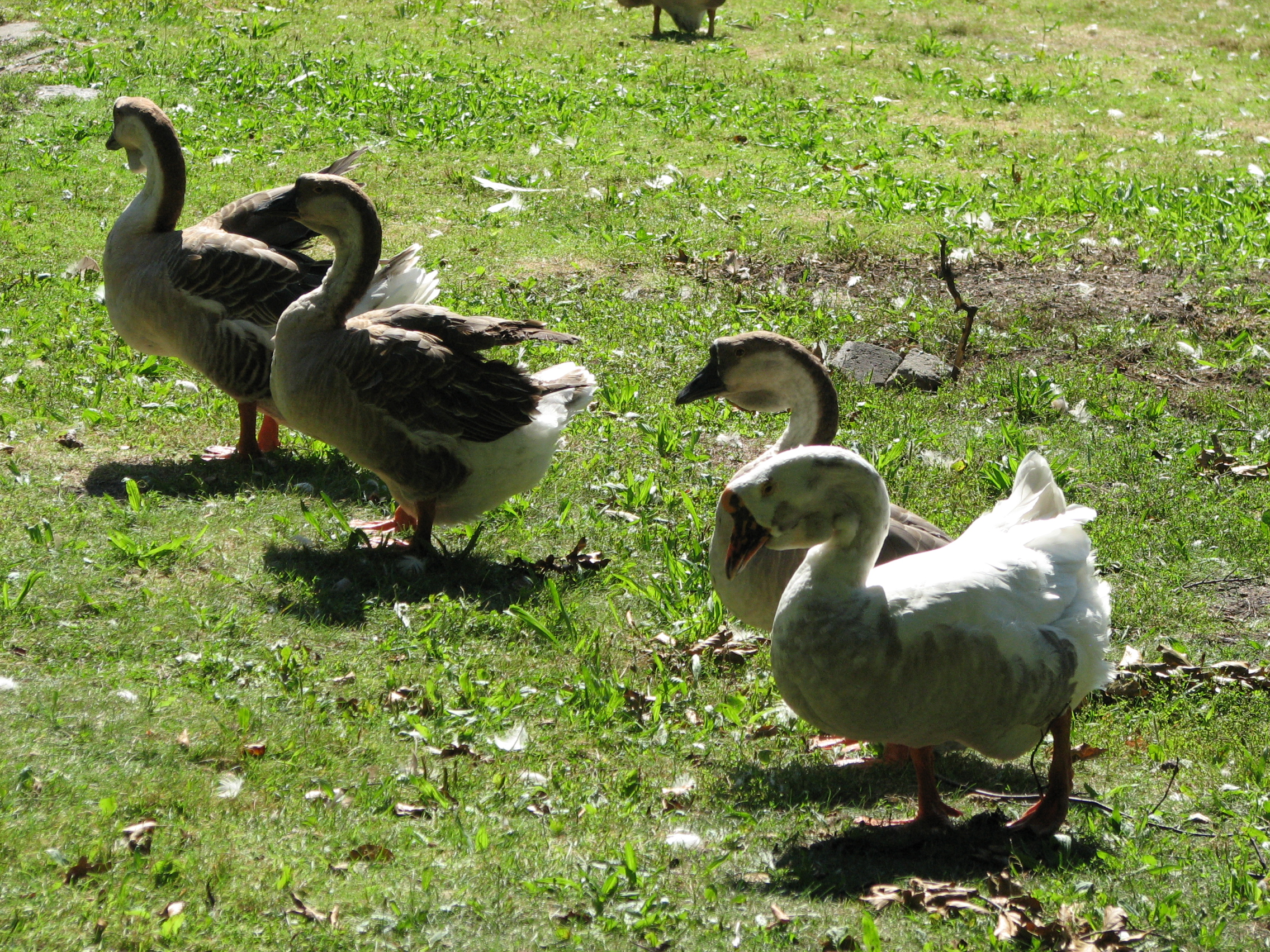
Vadszínű és foltos háziasított példányok
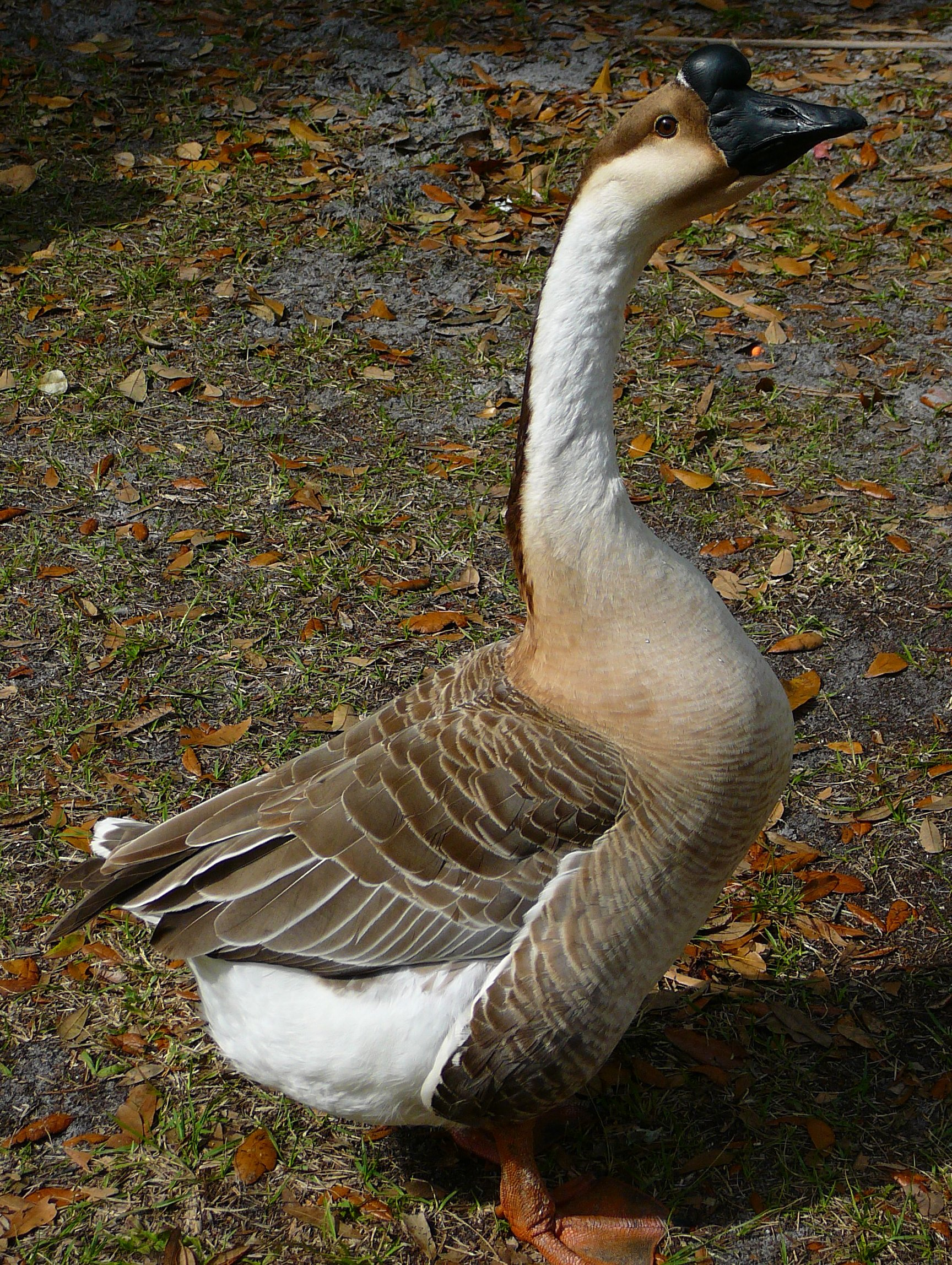
Vadszínű háziasított egyed
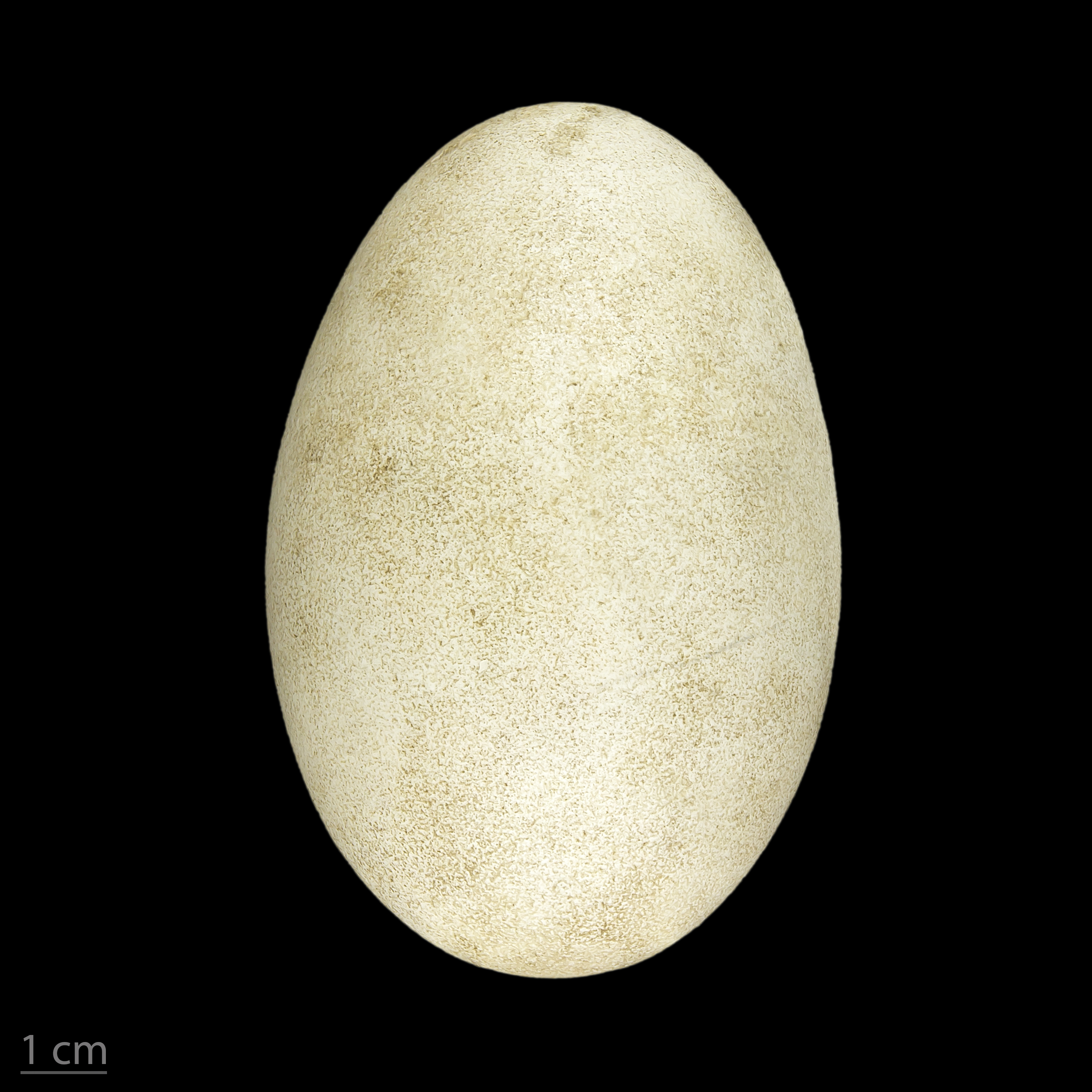
Museum specimen

## Fordítás
- Ez a szócikk részben vagy egészben  a   Schwanengans című német Wikipédia-szócikk ezen változatának fordításán alapul.  Az eredeti cikk szerkesztőit annak laptörténete sorolja fel. Ez a jelzés csupán a megfogalmazás eredetét és a szerzői jogokat jelzi, nem szolgál a cikkben szereplő információk forrásmegjelöléseként.